# Fernando Casuzzi
Fernando Casuzzi (Foligno, 6 marzo 1924 – Foligno, 27 ottobre 2009) è stato un calciatore italiano, di ruolo difensore.

## Biografia
Era soprannominato Martellone.
Dopo il ritiro ha svolto il lavoro di commerciante a Foligno.
È morto all'età di 85 anni.
È sepolto nella parte nuova del Cimitero di Foligno.

## Caratteristiche tecniche
Giocava come terzino.

## Carriera
Nella stagione 1948-1949 ha giocato in Serie A con la maglia del Palermo, collezionando 11 presenze e 2 reti. Ha disputato inoltre tre stagioni di Serie B con Siracusa, Palermo e Stabia (59 presenze e 9 reti), centrando coi rosanero la promozione in massima serie nell'annata 1947-1948.
È stato per molto tempo legato al Foligno, nel quale ha aperto e chiuso la carriera.

## Palmarès
- Campionato italiano di Serie B: 1

Palermo: 1947-1948
- Campionato italiano Serie C: 1

Stabia: 1950-1951